# Mediodía noticias
Mediodía noticias es un noticiero argentino conducido por Luis Otero y Sandra Borghi, se emite por Canal 13 desde el 7 de marzo de 2022 reemplazando a Notitrece.

## Historia

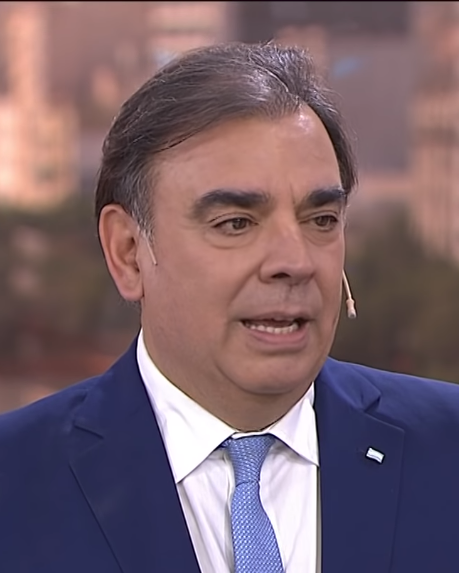
Luis Otero, quien estaba cargo de la conducción del noticiero junto a Silvia Martínez Cassina.

El 4 de marzo de 2022, se deja de emitir Notitrece, conducido por Sergio Lapegüe, Federico Seeber y Silvia Martínez Cassina. Como parte de las novedades de la grilla del canal renovando equipo, gráficas, nombre y formato, nace así Mediodía noticias conducido por Luis Otero y Sandra Borghi.

## Equipo
|                         | Temporadas               | Temporadas               | Temporadas               | Temporadas               | Temporadas               |
| 2022 - presente         |                          |                          |                          |                          |                          |
| ----------------------- | ------------------------ | ------------------------ | ------------------------ | ------------------------ | ------------------------ |
| Luis Otero              | Conductor                | Conductor                | Conductor                | Conductor                | Conductor                |
| Sandra Borghi           | Conductora               | Conductora               | Conductora               | Conductora               | Conductora               |
| Ignacio Gonzalez Prieto | Columnista (policial)    | Columnista (policial)    | Columnista (policial)    | Columnista (policial)    | Columnista (policial)    |
| Marcelo Fiasche         | Columnista (deportivo)   | Columnista (deportivo)   | Columnista (deportivo)   | Columnista (deportivo)   | Columnista (deportivo)   |
| Nazarena Di Serio       | Columnista (redes)       | Columnista (redes)       | Columnista (redes)       | Columnista (redes)       | Columnista (redes)       |
| Javier Fabracci         | Columnista (espectáculo) | Columnista (espectáculo) | Columnista (espectáculo) | Columnista (espectáculo) | Columnista (espectáculo) |
| Marina Señuk            | Columnista (clima)       | Columnista (clima)       | Columnista (clima)       | Columnista (clima)       | Columnista (clima)       |